# بولوكوان
بولوكوان (رسمياً: بيترزبرغ) وتعني «المكان الآمن» مدينة في شمال جنوب أفريقيا وعاصمة محافظة ليمبوبو، طبقاً لإحصاء 2001 يبلغ عدد سكان المدينة 302,957 نسمة.

## التاريخ
قام الفورتريكرز في الأربعينات من القرن الثامن عشر تحت قيادة أندريس بوتيقيتر بإنشاء بلدة زوتبانسبيرغورب، ولكنهم أضطروا للخروج منها بسبب الاشتباكات مع القبائل المحلية وفي عام 1886 وجدوا بلدة جديدة وأسموها بيترزبرغ تكريماً لقائد الفورتريكرز بيتروس جاكوبس جوبير. كما قام البريطانيون ببناء معسكر اعتقال في مدينة بيترزبرغ خلال حرب البوير وذلك لإيواء ما يقارب لـ 4000 من نساء وأطفال بوير. في تاريخ 23 أبريل عام 1992 أصبحت بلدة بيترزبرغ مدينة رسمياً وأعلنت الحكومة في 25 فبراير عام 2005 أن الاسم الرسمي للمدينة هو بولوكواني.

## التركيبة السكانية
بلغ التعداد السكاني في عام 1904 لبلدة بيترزبرغ 3276 نسمة، ومنهم 1620 بيض بنسبة (49.5%) من إجمالي تعداد السكان. تزين أشجار الجاكاراندا الكثير من شوارع مدينة بولوكواني وتتفتح أزهارها الارجوانية في شهر أكتوبر من كل عام. في ظل حكومة أبارتايد (الفصل العنصري) تم تخصيص مناطق معينة لبعض الجماعات العرقية ولا زال غالبية سكان تلك المناطق من هذه الجماعات العرقية.
- ويستنبرغ - بلدة للملونين سابقاً
- تيورفلووب وسيشيقو - بلدتان سكانها من السود خارج بولوكواني
- نيرفانا - بلدة الهنود سابقاً

ضواحي البيض السابقة في المدينة وتشمل:
- بيندور
- ويلقيلقن
- موريقلود
- أناديل
- إيفيديل
- فلورا بارك
- فاونا بارك
- بينينا بارك
- إفي بارك
- هوسبيتال بارك
- ستِر بارك
- دالمادا
- برودلاندز
- وودلاندز
- ثرونهِل

## الرياضة
- يعتبر «نادي الكريكت» أو بالإنجليزية “Cricket Club”البلوكويني من أقدم النوادي في البلاد وتم إنشاؤه عام 1902.
- يعتبر «نادي نوردرلايكس للرجبي» أو بالإنجليزية “Noorderlikes Rugby Club” أكبر نادي لهواة الرجبي في المدينة.

كما ستستضيف المدينة ابتداءا من 2013 فريق ليموبو المحلي في بطولة كأس فوداكوم.
كابتن فريق الرجبي سبرينقبوك الكابتن فيكتور ماتفيلد نشأ وترعرع في بولوكواني، كما وُلد الكابتن السابق للفريق جون سميت في بولوكواني.
- تقع نوادي جنوب أفريقيا لكرة القدم نادي وينيرز بارك إف. سي ونادي بلاك ليوبردز إف. سي ونادي بولوكواني سيتي إف. سي في مدينة بولوكواني.
- تمتلك مدينة بولوكواني عدة نوادي للسباحة. ولد ليندون فيرنز في مدينة بولوكواني الحاصل سابقا على الميدالية الأولمبية الذهبية والسباح الذي حطم سابقا الرقم القياسي العالمي.
- يوجد في المدينة نادي تنس كبير ويقام فيه البطولات المحلية للتنس بانتظام.
- أنشأ ملعب بيتر موكابا مؤخرا لبطولة كاس العالم لعام 2010.

## التجارة والصناعة
تستضيف المدينة عدة مصانع كبرى مثل كوكا كولا وساوث آفريكان بريويرايز وباعتبارها عاصمة مقاطعة ليموبو فيوجد في المدينة منطقة تجارية كبيرة والتي تضم أربع أكبر بنوك في البلاد وكل منها لديها على الأقل ثلاث فروع في المدينة.

## التعليم
تمتلك كل من جامعة تشوين للتكنولوجيا (Tshwane University of technology) وجامعة جنوب أفريقيا (University of South Africa) فروع من الحرم الجامعي في المدينة.